# Junior-VM i ishockey 2017
Juniorverdensmesterskabet i ishockey 2017 var det 41. junior-VM i ishockey. Mesterskabet havde deltagelse af 42 hold og afvikledes i form af seks niveauopdelte turneringer i løbet af december 2016 og januar 2017.
Mesterskabet for de bedste 10 hold blev spillet i Montreal og Toronto, Canada i perioden 26. december 2016 - 5. januar 2017.
Canada var junior-VM-værtsland for 12. gang, og det var anden gang, at mesterskabet var delt mellem værtsbyerne Montreal og Toronto.
VM-titlen blev vundet af USA, som i finalen besejrede Canada med 5-4 efter forlænget spilletid og straffeslagskonkurrence. Den ordinære spilletid i finalen endte 4-4, og da 20 minutters forlænget spilletid ikke frembragte yderligere scoringer, blev kampen afgjort i straffeslagskonkurrence, hvor amerikaneren Troy Terry var den eneste af de ti skytter, der formåede at få pucken i mål. 
Dermed sikrede USA's U.20-ishockeylandshold sig mesterskabstitlen for fjerde gang i alt og for første gang siden 2013, hvor holdet senest triumferede ved mesterskabet i Ufa. Bronzemedaljerne gik til Rusland, som vandt 2-1 efter forlænget spilletid over Sverige i bronzekampen, og som dermed vandt junior-VM-medaljer for syvende år i træk.
De forsvarende mestre fra Finland tabte overraskende tre ud af de fire kampe i den indledende runde og endte dermed sidst i sin gruppe, og holdet formåede dermed ganske overraskende ikke at kvalificere sig til kvartfinalerne. Finnerne undgik trods alt nedrykning fra topdivisionen ved at besejre Letland med 2-0 i kampe i nedrykningskampene og endte dermed på niendepladsen. Til gengæld blev det betragtet som en succes, at Danmark for tredje junior-VM i træk formåede at kvalificere sig til kvartfinalerne. Og for første gang nogensinde lykkedes det for danskerne at vinde to kampe i den indledende runde, hvor både Finland og Tjekkiet blev besejret. For andet junior-VM i træk måtte det danske hold imidlertid strække våben i kvartfinalen mod Rusland, som vandt over danskerne med 4-0.

## Topdivisionen

### Hold
I topdivisionen spillede 10 hold om det egentlige verdensmesterskab. Turneringen havde deltagelse af de ni bedste hold fra junior-VM 2016 samt vinderen af 1. division gruppe A ved junior-VM 2016.
| Hold      | Kvalificeret som                                  |
| --------- | ------------------------------------------------- |
| Finland   | Vinder af junior-VM 2016                          |
| Rusland   | Nr. 2 ved junior-VM 2016                          |
| USA       | Nr. 3 ved junior-VM 2016                          |
| Sverige   | Nr. 4 ved junior-VM 2016                          |
| Tjekkiet  | Nr. 5 ved junior-VM 2016                          |
| Canada    | Værtsland og nr. 6 ved junior-VM 2016             |
| Slovakiet | Nr. 7 ved junior-VM 2016                          |
| Danmark   | Nr. 8 ved junior-VM 2016                          |
| Schweiz   | Nr. 9 ved junior-VM 2016                          |
| Letland   | Vinder af 1. division gruppe A ved junior-VM 2016 |

### Arenaer
Turneringen blev afviklet i to arenaer i Canada.
- Centre Bell i Montreal, der er hjemmebane for NHL-holdet Montreal Canadiens, og hvis tilskuerkapacitet er 21.273.
- Air Canada Centre i Toronto, der normalt er hjemmebane for NHL-holdet Toronto Maple Leafs, og som har plads til 18.800 tilskuere.

### Format
Holdene spillede først en indledende runde, hvor de 10 hold var inddelt i to grupper med fem hold i hver. I hver gruppe spillede holdene en enkeltturnering alle-mod-alle, og de fire bedste hold i hver gruppe gik videre til kvartfinalerne. De to hold, der sluttede på femtepladserne i de to indledende grupper, gik videre til nedrykningskampene, hvor holdene spillede bedst af tre kampe. Vinderen af nedrykningsserien sikrede sig endnu et år i den bedste division, mens taberen blev rykket ned i 1. division gruppe A.

### Resultater

#### Indledende runde
Kampene i gruppe A blev spillet i Montreal, mens gruppe B blev afviklet i Toronto.
Gruppe A
| Dato         | Kl.   | Kamp               | Res. | Perioder      | OT  | GWS |
| ------------ | ----- | ------------------ | ---- | ------------- | --- | --- |
| 26. december | 13:00 | Sverige - Danmark  | 6−1  | 2-0, 4-0, 0-1 |     |     |
| 26. december | 17:00 | Tjekkiet - Finland | 2−1  | 1-1, 0-0, 1-0 |     |     |
| 27. december | 13:00 | Tjekkiet - Schweiz | 3−4  | 0-0, 0-2, 3-1 | 0-1 |     |
| 27. december | 17:30 | Danmark - Finland  | 3−2  | 2-0, 1-0, 0-2 |     |     |
| 28. december | 17:00 | Schweiz - Sverige  | 2−4  | 1-2, 1-0, 0-2 |     |     |
| 29. december | 13:00 | Danmark - Tjekkiet | 3−2  | 0-1, 1-1, 1-0 | 1-0 |     |
| 29. december | 17:30 | Finland - Sverige  | 1−3  | 1-0, 0-1, 0-2 |     |     |
| 30. december | 17:00 | Schweiz - Danmark  | 5−4  | 1-3, 2-1, 1-0 | 0-0 | 1-0 |
| 31. december | 13:00 | Sverige - Tjekkiet | 5−2  | 3-0, 1-0, 1-2 |     |     |
| 31. december | 17:30 | Finland - Schweiz  | 2−0  | 0-0, 2-0, 0-0 |     |     |

| Hold        | Kampe | V3 | V2 | T1 | T0 | Mål     | Point |
| ----------- | ----- | -- | -- | -- | -- | ------- | ----- |
| Sverige     | 4     | 4  | 0  | 0  | 0  | 18-61   | 12    |
| Danmark     | 4     | 1  | 1  | 1  | 1  | 011-151 | 6     |
| Tjekkiet    | 4     | 1  | 0  | 2  | 1  | 19-13   | 5     |
| Schweiz     | 4     | 0  | 2  | 0  | 2  | 011-131 | 4     |
| Finland (M) | 4     | 1  | 0  | 0  | 3  | 6-8     | 3     |

Gruppe B
| Dato         | Kl.   | Kamp                | Res.  | Perioder      | OT | GWS |
| ------------ | ----- | ------------------- | ----- | ------------- | -- | --- |
| 26. december | 15:30 | USA - Letland       | 6−1   | 1-1, 2-0, 3-0 |    |     |
| 26. december | 20:00 | Canada - Rusland    | 5−3   | 1-1, 2-0, 2-2 |    |     |
| 27. december | 16:00 | Letland - Rusland   | 1−9   | 0-3, 1-3, 0-3 |    |     |
| 27. december | 20:00 | Canada - Slovakiet  | 5−0   | 0-0, 4-0, 1-0 |    |     |
| 28. december | 19:30 | Slovakiet - USA     | 2−5   | 1-2, 0-3, 1-0 |    |     |
| 29. december | 15:30 | Rusland - USA       | 2−3   | 1-1, 1-2, 0-0 |    |     |
| 29. december | 20:00 | Letland - Canada    | 12−10 | 0-3, 1-5, 0-2 |    |     |
| 30. december | 19:30 | Slovakiet - Letland | 4−2   | 1-1, 1-0, 2-1 |    |     |
| 31. december | 15:30 | USA - Canada        | 3−1   | 2-0, 1-1, 0-0 |    |     |
| 31. december | 20:00 | Rusland - Slovakiet | 2−0   | 0-0, 1-0, 1-0 |    |     |

| Hold        | Kampe | V3 | V2 | T1 | T0 | Mål   | Point |
| ----------- | ----- | -- | -- | -- | -- | ----- | ----- |
| USA         | 4     | 4  | 0  | 0  | 0  | 17-61 | 12    |
| Canada      | 4     | 3  | 0  | 0  | 1  | 21-81 | 9     |
| Rusland     | 4     | 2  | 0  | 0  | 2  | 16-91 | 6     |
| Slovakiet   | 4     | 1  | 0  | 0  | 3  | 16-14 | 3     |
| Letland (O) | 4     | 0  | 0  | 0  | 4  | 06-29 | 0     |

#### Nedrykningskampe
Nedrykningskampene blev spillet i Montreal med deltagelse af de to hold, der sluttede på femtepladserne i de to indledende grupper. Finland vandt serien over Letland med 2-0 i kampe, hvorved finnerne sikrede sig endnu et år i den bedste division, mens letterne blev rykket ned i 1. division gruppe A ved junior-VM 2018.
| Dato      | Kl.   | Kamp              | Res. | Perioder      | OT | GWS |
| --------- | ----- | ----------------- | ---- | ------------- | -- | --- |
| 2. januar | 11:00 | Finland - Letland | 2−1  | 1-0, 0-1, 1-0 |    |     |
| 3. januar | 17:30 | Letland - Finland | 1−4  | 1-1, 0-0, 0-3 |    |     |

#### Slutspil
Slutspilskampene blev spillet i Montreal, bortset fra kvartfinale nr. 1 og 3, som blev afviklet i Toronto.
Kvartfinaler
| Dato      | Kl.   | Kamp                | Res. | Perioder      | OT | GWS |
| --------- | ----- | ------------------- | ---- | ------------- | -- | --- |
| 2. januar | 13:00 | Danmark - Rusland   | 0−4  | 0-2, 0-0, 0-2 |    |     |
| 2. januar | 15:30 | Sverige - Slovakiet | 8−3  | 3-0, 2-2, 3-1 |    |     |
| 2. januar | 17:30 | USA - Schweiz       | 3−2  | 2-0, 0-1, 1-1 |    |     |
| 2. januar | 20:00 | Canada - Tjekkiet   | 5−3  | 0-1, 3-1, 2-1 |    |     |

Semifinaler
| Dato      | Kl.   | Kamp             | Res. | Perioder      | OT  | GWS |
| --------- | ----- | ---------------- | ---- | ------------- | --- | --- |
| 4. januar | 15:00 | USA - Rusland    | 4−3  | 1-1, 2-1, 0-1 | 0-0 | 1-0 |
| 4. januar | 19:30 | Sverige - Canada | 2−5  | 2-2, 0-1, 0-2 |     |     |

Bronzekamp
| Dato      | Kl.   | Kamp              | Res. | Perioder      | OT  | GWS |
| --------- | ----- | ----------------- | ---- | ------------- | --- | --- |
| 5. januar | 15:30 | Sverige - Rusland | 1−2  | 0-0, 1-1, 0-0 | 0-1 |     |

Finale
| Dato      | Kl.   | Kamp         | Res. | Perioder      | OT  | GWS |
| --------- | ----- | ------------ | ---- | ------------- | --- | --- |
| 5. januar | 20:00 | USA - Canada | 5−4  | 0-2, 2-0, 2-2 | 0-0 | 1-0 |

### Samlet rangering
| Plac.  | Hold        | Kommentar                                  |
| ------ | ----------- | ------------------------------------------ |
| Guld   | USA         |                                            |
| Sølv   | Canada      |                                            |
| Bronze | Rusland     |                                            |
| 4.     | Sverige     |                                            |
| 5.     | Danmark     |                                            |
| 6.     | Tjekkiet    |                                            |
| 7.     | Schweiz     |                                            |
| 8.     | Slovakiet   |                                            |
| 9.     | Finland (M) |                                            |
| 10.    | Letland (O) | Nedrykning til 1. division gruppe A i 2018 |

### Medaljevindere
| Guld | Sølv | Bronze |
| --- | --- | --- |
| USA | Canada | Rusland |
| Målmænd: Tyler Parsons Jake Oettinger Joseph Woll Backs Ryan Lindgren Jack Ahcan Caleb Jones Casey Fitzgerald Adam Fox Charlie McAvoy Joseph Cecconi Forwards Luke Kunin Tanner Laczynski Patrick Harper Jordan Greenway Joey Anderson Erik Foley Jeremy Bracco Colin White Clayton Keller Troy Terry Kieffer Bellows Jack Roslovic Tage Thompson | Målmænd: Connor Ingram Carter Hart Backs: Jake Bean Noah Juulsen Thomas Chabot Philippe Myers Dante Fabbro Kale Clague Jeremy Lauzon Forwards: Dillon Dube Mathieu Joseph Julien Gauthier Matt Barzal Taylor Raddysh Tyson Jost Pierre-Luc Dubois Dylan Strome Michael McLeod Blake Speers Anthony Cirelli Nicolas Roy Mitchell Stephens | Målmænd: Anton Krasotkin Vladislav Sukatjov Ilja Samsonov Backs: Vadim Kudako Mikhail Sidorov Sergej Zborovskij Jegor Voronkov Grigorij Dronov Mikhail Sergatjov Jegor Rykov Artjom Volkov Forwards: Kirill Kaprizov Kirill Urakov Danila Kvartalnov Aleksandr Polunin Kirill Beljajev German Rubtsov Pavel Karnaukhov Denis Aleksejev Danil Jurtaikin Mikhail Vorobjov Jakov Trenin Denis Gurjanov |

### Statistik
Tekst mangler, hjælp os med at skrive teksten

## 1. division gruppe A
1. division gruppe A var næstbedste niveau i junior-VM-hierarkiet. Turneringen bliver spillet i Bremerhaven, Tyskland i perioden 11. - 17. december 2016 med deltagelse af seks hold, der spillede en enkeltturnering alle-mod-alle. Holdene spillede om én oprykningsplads til topdivisionen og om at undgå én nedrykningsplads til 1. division gruppe B.
Turneringen blev vundet af Hviderusland, som dermed rykkede op i topdivisionen igen efter blot én sæson i 1. division gruppe A. Norge endte på sidstepladsen i gruppen og rykkede derfor ned i 1. division gruppe B, det var første gang nogensinde, at Norge rykkede ned i tredjebedste række.
| Dato         | Kl.   | Kamp                      | Res. | Perioder      | OT  | GWS |
| ------------ | ----- | ------------------------- | ---- | ------------- | --- | --- |
| 11. december | 13:00 | Frankrig - Hviderusland   | 3−6  | 1-2, 1-3, 1-1 |     |     |
| 11. december | 16:30 | Tyskland - Kasakhstan     | 5−3  | 2-0, 2-2, 1-1 |     |     |
| 11. december | 20:00 | Norge - Østrig            | 3−6  | 1-2, 1-2, 1-2 |     |     |
| 12. december | 13:00 | Kasakhstan - Frankrig     | 1−3  | 0-0, 1-1, 0-2 |     |     |
| 12. december | 16:30 | Hviderusland - Norge      | 4−2  | 1-1, 0-1, 3-0 |     |     |
| 12. december | 20:00 | Østrig - Tyskland         | 3−0  | 1-0, 2-0, 0-0 |     |     |
| 14. december | 13:00 | Østrig - Kasakhstan       | 3−6  | 2-2, 1-1, 0-3 |     |     |
| 14. december | 16:30 | Frankrig - Norge          | 2−3  | 1-2, 0-0, 1-1 |     |     |
| 14. december | 20:00 | Hviderusland - Tyskland   | 3−4  | 2-2, 0-0, 1-1 | 0-0 | 0-1 |
| 15. december | 13:00 | Østrig - Frankrig         | 3−4  | 0-1, 0-2, 3-1 |     |     |
| 15. december | 16:30 | Kasakhstan - Hviderusland | 1−3  | 0-2, 0-1, 1-0 |     |     |
| 15. december | 20:00 | Norge - Tyskland          | 0−2  | 0-0, 0-0, 0-2 |     |     |
| 17. december | 13:00 | Kasakhstan - Norge        | 3−2  | 0-0, 2-0, 1-2 |     |     |
| 17. december | 16:30 | Hviderusland - Østrig     | 4−0  | 1-0, 2-0, 1-0 |     |     |
| 17. december | 20:00 | Tyskland - Frankrig       | 6−4  | 2-0, 2-2, 2-2 |     |     |

| Hold             | Kampe | V3 | V2 | T1 | T0 | Mål     | Point |
| ---------------- | ----- | -- | -- | -- | -- | ------- | ----- |
| Hviderusland (N) | 5     | 4  | 0  | 1  | 0  | 120-100 | 13    |
| Tyskland         | 5     | 3  | 1  | 0  | 1  | 17-13   | 11    |
| Frankrig (O)     | 5     | 2  | 0  | 0  | 3  | 16-19   | 6     |
| Kasakhstan       | 5     | 2  | 0  | 0  | 3  | 14-16   | 6     |
| Østrig           | 5     | 2  | 0  | 0  | 3  | 15-17   | 6     |
| Norge            | 5     | 1  | 0  | 0  | 4  | 10-17   | 3     |

## 1. division gruppe B
1. division gruppe B var tredje niveau i junior-VM-hierarkiet. Turneringen blev spillet i Budapest, Ungarn i perioden 11. - 17. december 2016 og havde deltagelse af seks hold, der spillede en enkeltturnering alle-mod-alle. Holdene spillede om én oprykningsplads til 1. division gruppe A og om at undgå én nedrykningsplads til 2. division gruppe A.
Turneringen blev vundet af værtslandet Ungarn, som efter fire sejre og et nederlag i holdets fem kampe sikrede sig oprykning i junior-VM-hierarkiet for anden sæson i træk. Nedrykningpladsen blev besat af Storbritannien, som tabte alle sine fem kampe i turneringen.
| Dato         | Kl.   | Kamp                       | Res. | Perioder      | OT  | GWS |
| ------------ | ----- | -------------------------- | ---- | ------------- | --- | --- |
| 11. december | 13:00 | Ukraine - Polen            | 2−4  | 0-1, 0-1, 2-2 |     |     |
| 11. december | 16:30 | Ungarn - Italien           | 5−2  | 1-0, 4-1, 1-0 |     |     |
| 11. december | 20:00 | Slovenien - Storbritannien | 4−3  | 0-0, 2-1, 1-2 | 1-0 |     |
| 12. december | 13:00 | Italien - Ukraine          | 1−2  | 1-1, 0-0, 0-0 | 0-1 |     |
| 12. december | 16:30 | Storbritannien - Ungarn    | 1−5  | 0-3, 1-1, 0-1 |     |     |
| 12. december | 20:00 | Polen - Slovenien          | 5−3  | 1-0, 2-1, 2-2 |     |     |
| 14. december | 13:00 | Italien - Slovenien        | 0−7  | 0-2, 0-1, 0-4 |     |     |
| 14. december | 16:30 | Ungarn - Ukraine           | 3−1  | 1-1, 0-0, 2-0 |     |     |
| 14. december | 20:00 | Polen - Storbritannien     | 3−2  | 0-1, 1-1, 1-0 | 0-0 | 1-0 |
| 15. december | 13:00 | Ukraine - Slovenien        | 1−4  | 1-2, 0-2, 0-0 |     |     |
| 15. december | 16:30 | Polen - Ungarn             | 5−4  | 4-0, 1-0, 0-4 |     |     |
| 15. december | 20:00 | Storbritannien - Italien   | 1−4  | 0-3, 1-1, 0-0 |     |     |
| 17. december | 13:00 | Italien - Polen            | 5−4  | 3-1, 1-1, 1-2 |     |     |
| 17. december | 16:30 | Slovenien - Ungarn         | 3−4  | 0-1, 3-0, 0-3 |     |     |
| 17. december | 20:00 | Storbritannien - Ukraine   | 1−3  | 0-1, 0-1, 1-1 |     |     |

| Hold           | Kampe | V3 | V2 | T1 | T0 | Mål   | Point |
| -------------- | ----- | -- | -- | -- | -- | ----- | ----- |
| Ungarn (O)     | 5     | 4  | 0  | 0  | 1  | 21-12 | 12    |
| Polen          | 5     | 3  | 1  | 0  | 1  | 21-16 | 11    |
| Slovenien      | 5     | 2  | 1  | 0  | 2  | 21-13 | 8     |
| Italien (N)    | 5     | 2  | 0  | 1  | 2  | 12-19 | 7     |
| Ukraine        | 5     | 1  | 1  | 0  | 3  | 19-13 | 5     |
| Storbritannien | 5     | 0  | 0  | 2  | 3  | 18-19 | 2     |

## 2. division gruppe A
2. division gruppe A var fjerde niveau i junior-VM-hierarkiet. Turneringen blev spillet i Tallinn, Estland i perioden 11. - 17. december 2016 med deltagelse af seks hold, der spillede en enkeltturnering alle-mod-alle. Holdene spillede om én oprykningsplads til 1. division gruppe B og om at undgå én nedrykningsplads til 2. division gruppe B.
Turneringen blev vundet af Litauen, som vandt alle sine fem kampe, og som dermed rykkede op i 1. division gruppe B. Nedrykningspladsen blev besat af Kroatien, som efter en sejr og fire nederlag i holdets fem kampe i turneringen endte på sjettepladsen.
| Dato         | Kl.   | Kamp                | Res. | Perioder      | OT  | GWS |
| ------------ | ----- | ------------------- | ---- | ------------- | --- | --- |
| 11. december | 13:00 | Rumænien - Kroatien | 3−4  | 0-1, 3-0, 0-2 | 0-0 | 0-1 |
| 11. december | 16:30 | Estland - Japan     | 2−6  | 1-2, 0-0, 1-4 |     |     |
| 11. december | 20:00 | Litauen - Holland   | 5−0  | 2-0, 1-0, 2-0 |     |     |
| 12. december | 13:00 | Japan - Kroatien    | 11−2 | 5-1, 3-0, 3-1 |     |     |
| 12. december | 16:30 | Holland - Rumænien  | 2−6  | 1-1, 0-2, 1-3 |     |     |
| 12. december | 20:00 | Litauen - Estland   | 7−1  | 1-1, 2-0, 4-0 |     |     |
| 14. december | 13:00 | Japan - Holland     | 7−2  | 1-0, 1-0, 5-2 |     |     |
| 14. december | 16:30 | Litauen - Rumænien  | 11−5 | 3-1, 6-2, 2-2 |     |     |
| 14. december | 20:00 | Estland - Kroatien  | 6−3  | 1-1, 1-0, 4-2 |     |     |
| 16. december | 13:00 | Kroatien - Litauen  | 0−13 | 0-7, 0-4, 0-2 |     |     |
| 16. december | 16:30 | Rumænien - Japan    | 1−7  | 1-2, 0-2, 0-3 |     |     |
| 16. december | 20:00 | Holland - Estland   | 2−4  | 0-1, 1-3, 1-0 |     |     |
| 17. december | 13:00 | Japan - Litauen     | 4−6  | 2-2, 1-2, 1-2 |     |     |
| 17. december | 16:30 | Kroatien - Holland  | 2−3  | 2-1, 0-2, 0-0 |     |     |
| 17. december | 20:00 | Estland - Rumænien  | 5−6  | 1-2, 4-1, 0-3 |     |     |

| Hold         | Kampe | V3 | V2 | T1 | T0 | Mål       | Point |
| ------------ | ----- | -- | -- | -- | -- | --------- | ----- |
| Litauen      | 5     | 5  | 0  | 0  | 0  | 142-100   | 15    |
| Japan (N)    | 5     | 4  | 0  | 0  | 1  | 135-130   | 12    |
| Rumænien (O) | 5     | 2  | 0  | 1  | 2  | 021-291   | 7     |
| Estland      | 5     | 2  | 0  | 0  | 3  | 018-241   | 6     |
| Holland      | 5     | 1  | 0  | 0  | 4  | 09-24     | 3     |
| Kroatien     | 5     | 0  | 1  | 0  | 4  | 0011-3611 | 2     |

## 2. division gruppe B
2. division gruppe B var femte niveau i junior-VM-hierarkiet. Turneringen blev spillet i Logroño, Spanien i perioden 7. - 13. januar 2017 med deltagelse af seks hold, der spillede en enkeltturnering alle-mod-alle. Holdene spillede om én oprykningsplads til 2. division gruppe A, der blev besat af Sydkorea, der vandt alle sine fem kampe i turneringen og dermed rykkede et niveau op igen efter blot én sæson på dette niveau i hierarkiet. Australien sluttede på sidstepladsen efter fem nederlag og rykkede dermed ned i 3. division.
| Dato       | Kl.   | Kamp                  | Res.  | Perioder      | OT  | GWS |
| ---------- | ----- | --------------------- | ----- | ------------- | --- | --- |
| 7. januar  | 13:00 | Mexico - Belgien      | 3−5   | 1-2, 1-1, 1-2 |     |     |
| 7. januar  | 16:30 | Serbien - Sydkorea    | 2−3   | 0-0, 1-1, 1-1 | 0-0 | 0-1 |
| 7. januar  | 20:00 | Spanien - Australien  | 15−21 | 4-1, 8-1, 3-0 |     |     |
| 8. januar  | 13:00 | Sydkorea - Belgien    | 3−1   | 1-0, 1-1, 1-0 |     |     |
| 8. januar  | 16:30 | Australien - Mexico   | 5−6   | 1-0, 3-3, 1-2 | 0-1 |     |
| 8. januar  | 20:00 | Spanien - Serbien     | 4−2   | 2-1, 1-1, 1-0 |     |     |
| 10. januar | 13:00 | Sydkorea - Australien | 4−1   | 1-0, 1-1, 2-0 |     |     |
| 10. januar | 16:30 | Serbien - Belgien     | 6−1   | 2-0, 3-1, 1-0 |     |     |
| 10. januar | 20:00 | Spanien - Mexico      | 10−01 | 4-0, 3-0, 3-0 |     |     |
| 11. januar | 13:00 | Australien - Serbien  | 0−6   | 0-2, 0-1, 0-3 |     |     |
| 11. januar | 16:30 | Mexico - Sydkorea     | 10−12 | 0-3, 0-6, 0-3 |     |     |
| 11. januar | 20:00 | Belgien - Spanien     | 3−6   | 0-2, 0-3, 3-1 |     |     |
| 13. januar | 13:00 | Serbien - Mexico      | 7−4   | 3-0, 1-2, 3-2 |     |     |
| 13. januar | 16:30 | Belgien - Australien  | 5−1   | 2-0, 2-1, 1-0 |     |     |
| 13. januar | 20:00 | Sydkorea - Spanien    | 5−3   | 1-1, 1-0, 3-2 |     |     |

| Hold         | Kampe | V3 | V2 | T1 | T0 | Mål     | Point |
| ------------ | ----- | -- | -- | -- | -- | ------- | ----- |
| Sydkorea (N) | 5     | 4  | 1  | 0  | 0  | 27-70   | 14    |
| Spanien      | 5     | 4  | 0  | 0  | 1  | 138-120 | 12    |
| Serbien      | 5     | 3  | 0  | 1  | 1  | 123-120 | 10    |
| Belgien      | 5     | 2  | 0  | 0  | 3  | 15-19   | 6     |
| Mexico (O)   | 5     | 0  | 1  | 0  | 4  | 013-391 | 2     |
| Australien   | 5     | 0  | 0  | 1  | 4  | 09-36   | 1     |

## 3. division
3. division var sjette niveau i junior-VM-hierarkiet. Turneringen bliver spillet i Dunedin, New Zealand i perioden 16. - 22. januar 2017 med deltagelse af otte hold. Holdene spillede om én oprykningsplads til 2. division gruppe B, som gik til Tyrkiet, der vandt finalen med 2-1 over Kina.

### Indledende runde

#### Gruppe A
| Dato       | Kl.   | Kamp            | Res. | Perioder      | OT | GWS |
| ---------- | ----- | --------------- | ---- | ------------- | -- | --- |
| 16. januar | 10:00 | Kina - Taiwan   | 9−3  | 5-2, 3-0, 1-1 |    |     |
| 16. januar | 17:00 | Israel - Island | 0−3  | 0-1, 0-2, 0-0 |    |     |
| 17. januar | 10:00 | Israel - Taiwan | 3−0  | 0-0, 2-0, 1-0 |    |     |
| 17. januar | 17:00 | Island - Kina   | 1−4  | 1-1, 0-0, 0-3 |    |     |
| 19. januar | 10:00 | Taiwan - Island | 2−7  | 0-2, 1-5, 1-0 |    |     |
| 19. januar | 17:00 | Kina - Israel   | 6−4  | 3-1, 1-1, 2-2 |    |     |

| Hold     | Kampe | V3 | V2 | T1 | T0 | Mål     | Point |
| -------- | ----- | -- | -- | -- | -- | ------- | ----- |
| Kina (N) | 3     | 3  | 0  | 0  | 0  | 19-81   | 9     |
| Island   | 3     | 2  | 0  | 0  | 1  | 011-611 | 6     |
| Israel   | 3     | 1  | 0  | 0  | 2  | 7-9     | 3     |
| Taiwan   | 3     | 0  | 0  | 0  | 3  | 15-19   | 0     |

#### Gruppe B
| Dato       | Kl.   | Kamp                    | Res. | Perioder      | OT | GWS |
| ---------- | ----- | ----------------------- | ---- | ------------- | -- | --- |
| 16. januar | 13:30 | Bulgarien - Sydafrika   | 5−2  | 2-1, 1-1, 2-0 |    |     |
| 16. januar | 20:30 | New Zealand - Tyrkiet   | 4−6  | 1-3, 1-2, 2-1 |    |     |
| 17. januar | 13:30 | Tyrkiet - Bulgarien     | 8−1  | 2-0, 2-0, 4-1 |    |     |
| 17. januar | 20:30 | New Zealand - Sydafrika | 3−2  | 2-2, 0-0, 1-0 |    |     |
| 19. januar | 13:30 | Sydafrika - Tyrkiet     | 0−6  | 0-1, 0-2, 0-3 |    |     |
| 19. januar | 20:30 | Bulgarien - New Zealand | 4−5  | 0-3, 3-0, 1-2 |    |     |

| Hold        | Kampe | V3 | V2 | T1 | T0 | Mål   | Point |
| ----------- | ----- | -- | -- | -- | -- | ----- | ----- |
| Tyrkiet     | 3     | 3  | 0  | 0  | 0  | 20-50 | 9     |
| New Zealand | 3     | 2  | 0  | 0  | 1  | 12-12 | 6     |
| Bulgarien   | 3     | 1  | 0  | 0  | 2  | 10-15 | 3     |
| Sydafrika   | 3     | 0  | 0  | 0  | 3  | 14-14 | 0     |

### Placeringskampe

#### Kampe om 5.- til 8.-pladsen
Semifinaler
| Dato       | Kl.   | Kamp               | Res. | Perioder      | OT | GWS |
| ---------- | ----- | ------------------ | ---- | ------------- | -- | --- |
| 21. januar | 10:00 | Israel - Sydafrika | 9−0  | 0-0, 5-0, 4-0 |    |     |
| 21. januar | 13:30 | Bulgarien - Taiwan | 6−1  | 3-0, 2-0, 1-1 |    |     |

Kamp om 7.-pladsen
| Dato       | Kl.   | Kamp               | Res. | Perioder      | OT | GWS |
| ---------- | ----- | ------------------ | ---- | ------------- | -- | --- |
| 22. januar | 10:00 | Sydafrika - Taiwan | 1−7  | 0-2, 1-2, 0-3 |    |     |

Kamp om 5.-pladsen
| Dato       | Kl.   | Kamp               | Res. | Perioder      | OT | GWS |
| ---------- | ----- | ------------------ | ---- | ------------- | -- | --- |
| 22. januar | 13:30 | Israel - Bulgarien | 3−2  | 2-0, 0-0, 1-2 |    |     |

#### Kampe om 1.- til 4.-pladsen
Semifinaler
| Dato       | Kl.   | Kamp               | Res. | Perioder      | OT | GWS |
| ---------- | ----- | ------------------ | ---- | ------------- | -- | --- |
| 21. januar | 17:00 | Tyrkiet - Island   | 3−2  | 0-1, 0-1, 3-0 |    |     |
| 21. januar | 20:30 | Kina - New Zealand | 11−2 | 4-0, 1-2, 6-0 |    |     |

Bronzekamp
| Dato       | Kl.   | Kamp                 | Res. | Perioder      | OT | GWS |
| ---------- | ----- | -------------------- | ---- | ------------- | -- | --- |
| 22. januar | 17:00 | Island - New Zealand | 10−0 | 0-0, 5-0, 5-0 |    |     |

Finale
| Dato       | Kl.   | Kamp           | Res. | Perioder      | OT | GWS |
| ---------- | ----- | -------------- | ---- | ------------- | -- | --- |
| 22. januar | 20:30 | Tyrkiet - Kina | 2−1  | 1-0, 1-1, 0-0 |    |     |